# Рудь Олексій Васильович
Олексій Васильович Рудь (нар. 1924, с. Буймер, Тростянецький район, Сумська область — пом. 18 вересня 1944, Латвія) — сапер 82-го окремого гвардійського саперного батальйону 71-ї гвардійської стрілецької дивізії 6-ї гвардійської армії 1-го Прибалтійського фронту, гвардії єфрейтор — на момент представлення до нагородження орденом Слави 1-го ступеня.

## Біографія
Народився в 1924 році в селі Буймер нині Тростянецького району Сумської області в сім'ї селянина. Українець. Закінчив чотири класи. Працював у колгоспі.
До звільнення рідного села від німецьких військ жив на тимчасово окупованій території.
У Червоній Армії і в боях німецько-радянської війни з березня 1943 року. Відзначився в боях біля міста Стара Русса, при визволенні міста Полоцька, форсуванні Західної Двіни.
Сапер 82-го окремого гвардійського саперного батальйону гвардії червоноармієць Олексій Рудь 11 березня 1944 року біля населеного пункту Лужки забезпечив проходження дивізійної розвідки через передній край противника, виконавши чотири коридори в мінних полях і три в дротяних загородженнях. Наказом від 24 квітня 1944 року «за зразкове виконання завдань командування в боях з німецько-фашистськими загарбниками» гвардії червоноармієць Рудь Олексій Васильович нагороджений орденом Слави 3-го ступеня.
З 1 по 28 травня 1944 року в районі населених пунктів Скурати, Лужки, Матисово виконав 12 проходів через дротяні загородження і 2 в мінних полях, чим сприяв просуванню стрілецьких підрозділів. Наказом від 7 липня 1944 року «за зразкове виконання завдань командування в боях з німецько-фашистськими загарбниками» гвардії червоноармієць Рудь Олексій Васильович нагороджений орденом Слави 2-го ступеня.
25 червня 1944 гвардії єфрейтор Олексій Рудь в районі населеного пункту Камоскі на плоту переправляв бійців через річку Західна Двіна. Всього зробив 7 рейсів, доставивши на інший берег близько 60 солдатів. Указом Президії Верховної Ради СРСР від 24 березня 1945 року «за зразкове виконання завдань командування в боях з німецько-фашистськими загарбниками» гвардії єфрейтор Рудь Олексій Васильович нагороджений орденом Слави 1-го ступеня, ставши повним кавалером ордена Слави.
Але нагороду отримати не встиг. 18 вересня 1944 року Олексій Рудь загинув в бою. Похований біля міста Добеле.
Нагороджений орденами Слави 1-й, 2-й і 3-го ступеня. Ім'я Олексія Рудя вибито на анотаційній дошці з іменами земляків — Героїв Радянського Союзу та повних кавалерів ордена Слави в місті Тростянці на Сумщині.